# Johannes Liese
Johannes Liese  (* 19. November 1891 in Berlin; † 11. Juli 1952 in Kyritz oder Kunow) war ein deutscher Forstwissenschaftler.

## Leben und Wirken
Liese promovierte 1920 an der Universität Berlin und wechselte anschließend als Assistent an die Forstliche Hochschule Eberswalde. Es folgten 1925 die Habilitation zur forstlichen Mykologie, die Tätigkeit als Dozent ab 1929 und anschließend 1930 die Berufung zum außerordentlichen Professor. Besonders widmete Liese sich dem wissenschaftlichen Holzschutz und wurde bereits 1928 zum Obmann des „Fachausschusses für Holzschutz“.
Ab 1930 war Liese Leiter der „Hauptstelle für forstlichen Pflanzenschutz“, wurde 1936 Ordinarius und anschließend 1942 Rektor der Forstlichen Hochschule. Zwischen 1945 und 1949 übte er diese Tätigkeit nicht aus, wurde aber anschließend wieder nach Eberswalde berufen, erhielt die Leitung des forstbotanischen Institutes zurück und wurde ab 1. Oktober 1951 wieder ordentlicher Professor.
Liese starb in der Nacht vom 11. auf den 12. Juli 1952 bei einem Verkehrsunfall. Sein Sohn war der Holzforscher und Holzbiologe Walter Liese.